# Piazza Ragghianti
Piazza Ragghianti, già Piazza delle Erbe, è una piccola piazza situata nel nucleo storico della città di Viareggio e dedicata al violinista Ippolito Ragghianti. Inaugurata nel 1549, è la più antica tuttora esistente.

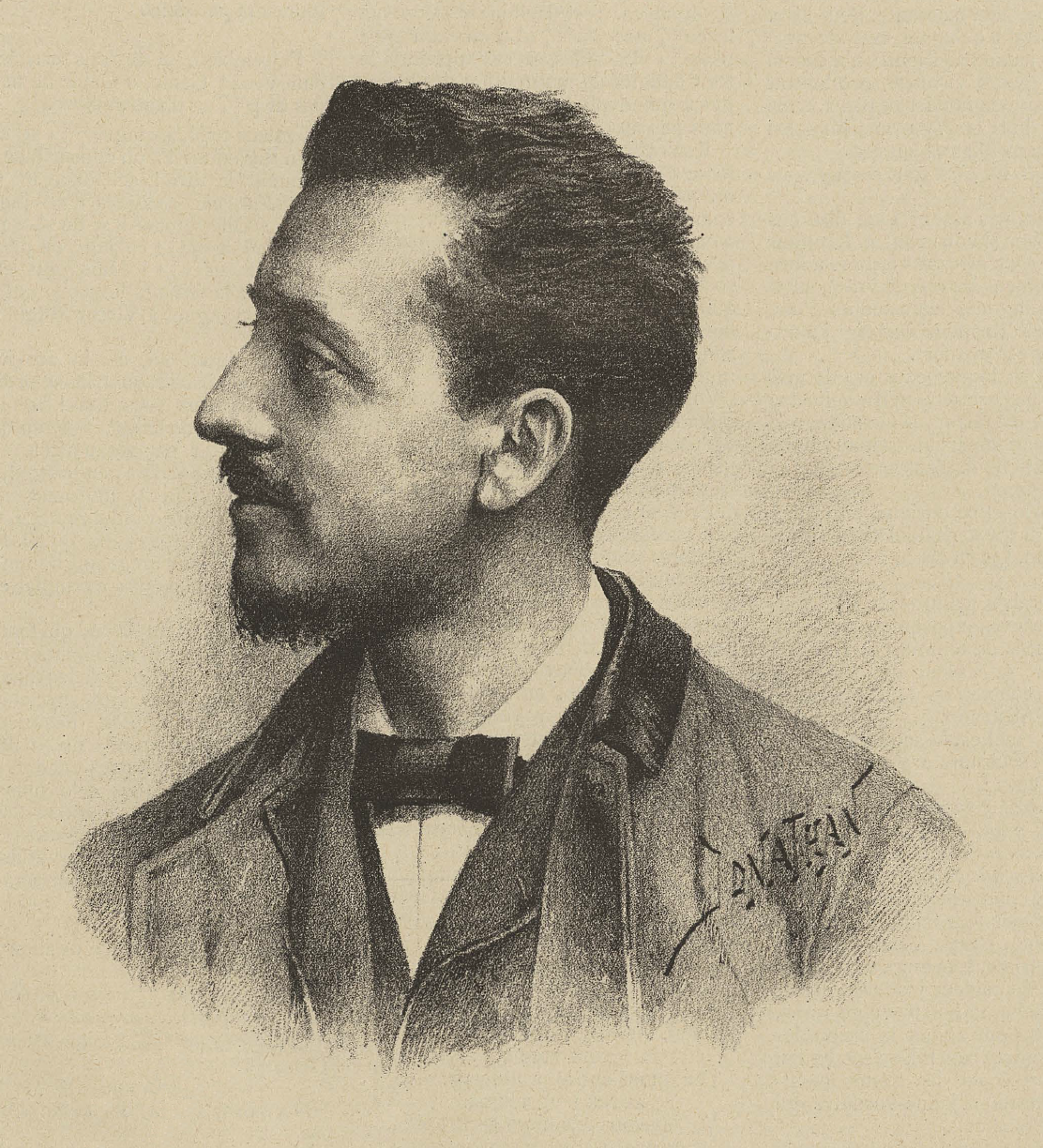
Ippolito Ragghianti (1865–1894)

## Storia

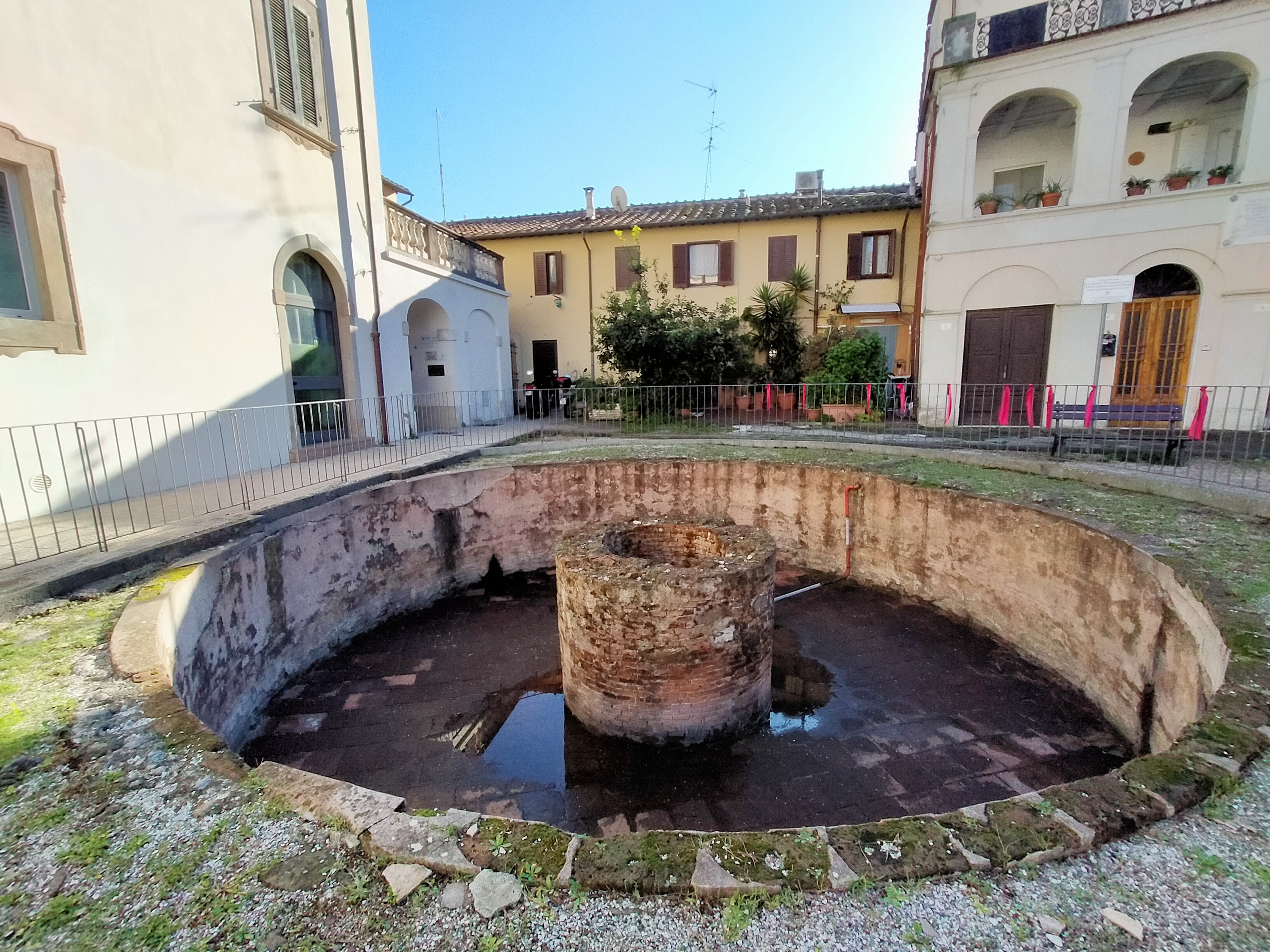
Resti archeologici in piazza Ragghianti

Il precedente nome era Piazza delle erbe, a causa del fatto che nel tardo XVI secolo si svolgeva qui il mercato.
Nel 1592 vi fu fatta costruita una cisterna pubblica costituita da un grande pozzo coperto, ampliata nel 1682. 
Il basamento di questa costruzione è stato portato alla luce a seguito di una scoperta casuale, nel corso di lavori pubblici alla fine degli anni ’90. Oggi è stato recuperato ed è  visibile nel lato orientale della piazza. 
Dal 1755 si celebra qui e nell'antistante Piazza del Vecchio Mercato la tradizionale Fiera dei Ciottorini.
Nel 1900 la piazza, sulla quale si affaccia l'abitazione di Ippolito Ragghianti, fu intitolata al celebre musicista. 
Le prime sfilate del celebre Carnevale di Viareggio iniziavano proprio da Piazza Ragghianti (all'epoca ancora Piazza delle Erbe).

## Descrizione

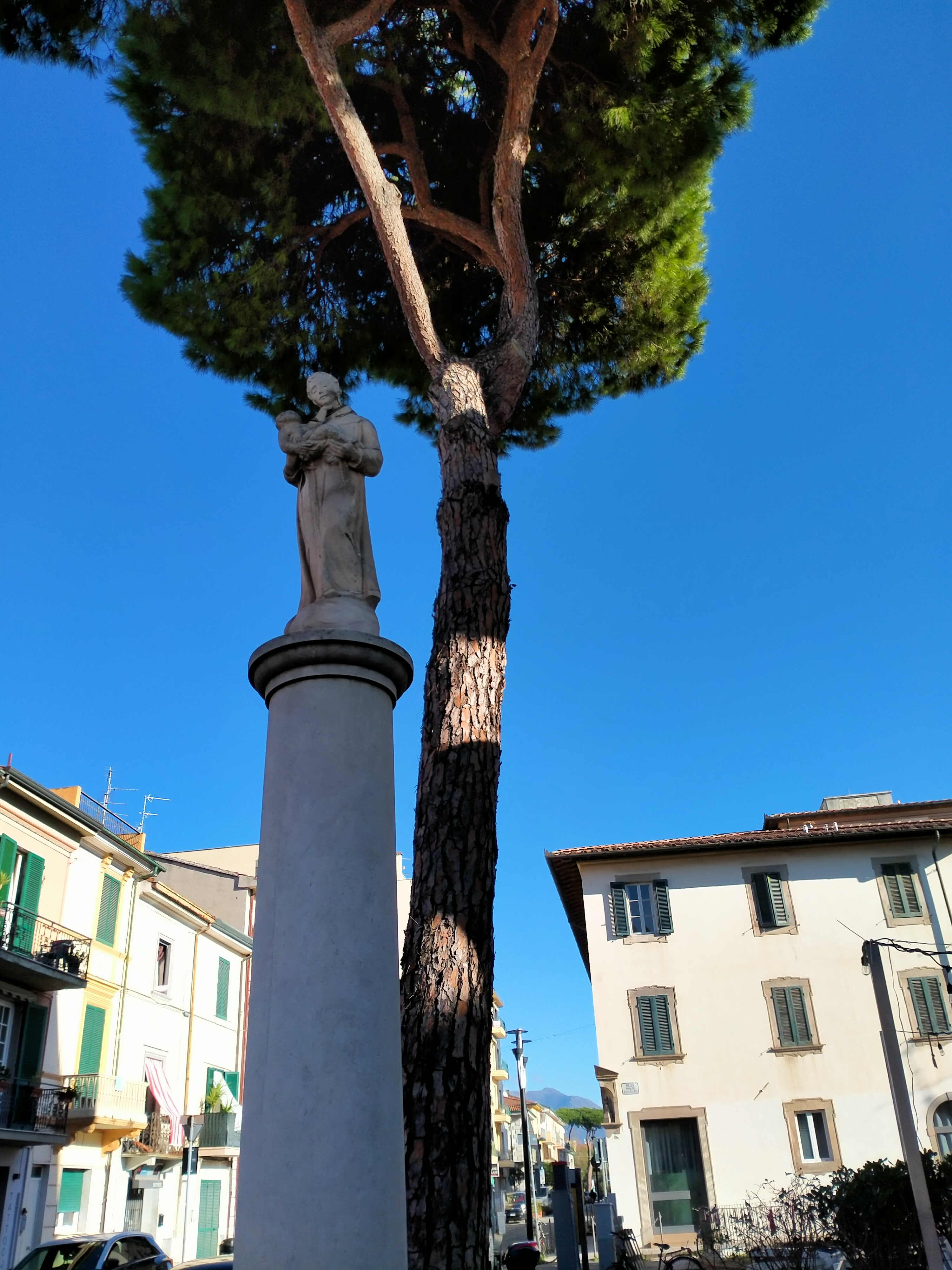
Monumento a Sant'Antonio

La piazza costituisce un importante memoria storica urbana e costituisce il crocevia di importanti monumenti cittadini quali la Chiesa della Santissima Annunziata, la Torre Matilde e il Palazzo Partiti Piccioli con la sua edicola di Sant'Antonio da Padova del 1752.
Nel XVIII secolo venne posta una stele in marmo bianco sormontata da una statua di Sant'Antonio da Padova, all’epoca santo patrono, con il Bambino Gesù.  
Sebbene il basamento sottostante la colonna sia stato rimosso, il monumento è tuttora presente.
Davanti alla piazza si trova infine una grande stele della Vergine Maria, eretta nel Dopoguerra.
Dopo varie ricerche, è stato determinato che il dipinto Vita di Paese di Telemaco Signorini (1890/95) raffigura Piazza Ragghianti.
Nella piazza è presente l'unica area archeologica visibile di Viareggio.

## Casa Natale di Alfredo Catarsini
All'attuale numero civico 8, dove oggi è apposta la frase dettata da Cesare Garboli, nacque il 17 gennaio 1899 il pittore e scrittore Alfredo Catarsini (Viareggio 1899-1993). La Fondazione Alfredo Catarsini 1899 cura l'archivio storico che si trova nel suo atelier presso le soffitte del Palazzo che fu di Paolina Bonaparte, attualmente Villa Museo Paolina Bonaparte a Viareggio.
Tutte le informazioni relative al pittore e alla Fondazione a lui dedicata sono consultabili al sito www.fondazionecatarsini.com